# Cotija de la Paz
Cotija de la Paz is een plaats in de deelstaat Michoacán de Ocampo in het zuidwesten van Mexico. Het is de hoofdplaats van de gemeente Cotija en heeft 12.453 inwoners (census 2005).

## Geboren in Cotija de la Paz
- Rafaël Guízar y Valencia (1878), bisschop en heilige binnen de katholieke kerk
- José González Torres (1919), politicus
- Marcial Maciel (1920), priester en stichter van de congregatie van de Legionairs van Christus